# Take Me to the Clouds Above
Take Me to the Clouds Above – piosenka LMC vs U2, która osiągnęła pierwsze miejsce na liście w Wielkiej Brytanii na dwa tygodnie w lutym 2004 roku. Zawiera elementy piosenki "With or Without You" grupy U2 oraz "How Will I Know" Whitney Houston. Piosenkę zaśpiewała Rachel McFarlane.